# テネイシン
テネイシン（テナシン、tenascin）は、細胞外マトリックスの巨大な糖タンパク質で、脊椎動物の発生過程の胚に多く存在し、形態形成に関与している。組織修復、癌に関係している。

## 発見
1984年、米国のH・P・エリックソンとJ・L・イングレシアスが細胞性フィブロネクチン標品を電子顕微鏡で観察し、フィブロネクチンとは別の、6本の腕をもつ巨大な分子を発見したのが最初である。「6本の（hexa）」「上腕のような（brachi-）」にちなんで、ヘキサブラキオン（hexabrachion）と命名した。
1984年、スイスのマティアス・シーケーは、ニワトリの筋肉と腱の発達過程を研究し、モノクローナル抗体で筋肉や腱の発達時に見られる新しい分子として筋腱抗原を発見した。1985年、シーケーは細胞性フィブロネクチンの研究をしていたスイス連邦工科大学出身の女性科学者ルース・エーリスマンと結婚した。エーリスマンは、ルース・シーケー＝エーリスマンと改名した。
1986年、ルース・シーケー＝エーリスマンは、ヘキサブラキオンに赤血球凝集素活性があることを見出し、タンパク質にふさわしい新しい名称を考えた。ヘキサブラキオンは物質として、夫が発見した筋腱抗原と同一であることから、「腱（tendon）」に「関連した（associated）」「タンパク質（接尾語の「in」）」ということで、テネイシン（tenascin）と命名した。
2013年現在の知見で振り返ると、最初にテネイシンの存在が示唆されたのは、1975年のケネス・ヤマダの細胞性フィブロネクチンの論文である。ヤマダは後にフィブロネクチンと命名されるタンパク質をその論文で発見したが、論文の表題にある赤血球凝集素活性を、フィブロネクチンは持っていないことが後に判明した。この活性は、その標品の不純物として混入していたテネイシンのためだったことを後にシーケー＝エーリスマンが証明した。

## 種類
テネイシンは、上記以外にも、多くの研究者が独立に発見命名したので、名称が多数ある。現在、以下の4つの遺伝子ファミリー（テネイシンC、R、X、W）に統一されている。それぞれの名称、発見者、論文発表年を以下に列挙する。
- テネイシンC（tenascin-C）：発達中の腱、骨、軟骨中に存在する。
  - 「Glioma mesenchymal extracellular matrix antigen (GMEM)」： Bourdon et al. 1983
  - 「Myotendinous antigen」： Chiquet and Fambrough 1984
  - 「Cytotactin」： Grumet et al. 1985
  - 「J1 glycoprotein」： Kruse et al. 1985
- テネイシンR（tenascin-R）：神経組織に存在する。
  - 「J1 160」/「J1 180」： Pesheva et al. 1989; Fuss et al. 1993
  - 「Restrictin」： Rathjen et al. 1991; Norenberg et al. 1992; Brummendorf et al. 1993
- テネイシンX（tenascin-X）：結合組織に存在する。
  - 「Human gene X」： Morel et al. 1989
  - 「Tenascin-Y」： Hagios et al. 1996
- テネイシンW（tenascin-W）：腎臓と発達中の骨に存在する。
  - 「Tenascin-W」： Weber et al. 1998; Scherberich et al. 2004; Degen et al. 2007
  - 「Tenascin-N」： Neidhardt et al. 2003

## 構造と結合分子

### テネイシンC
テネイシンCの構造を、ヒトのテネイシンCの単量体のドメイン構造で説明する（図）。

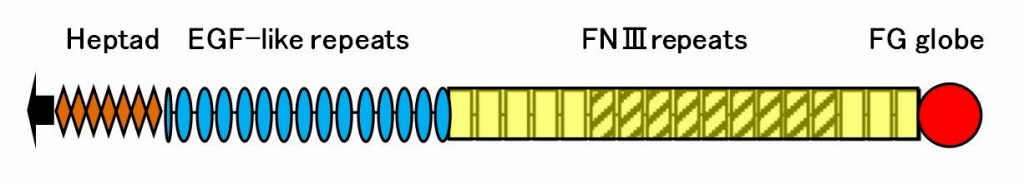
テネイシンCのドメイン構造

左のN末端側から右のC末端側へと説明する。なお、4つの遺伝子ファミリー（テネイシンC、R、X、W）の中で、テネイシンC（tenascin-C）が最もよく研究されている。
- Ｎ末端側に6量体会合部分がある。
- 7回（heptad）繰返し構造がある。
- 上皮成長因子（EGF）様繰返し構造が14個半ある。上皮成長因子レセプターと結合する。
- フィブロネクチンIII型モジュールが8個＋9個ある。6個目から9個の斜線部分は選択的スプライシングが起こる。選択的スプライシングにより、マウス脳で27種のmRNAが検出されている。アイソフォームは、発生過程や癌で特異的に発現すると想定されるが、役割との関係ははっきりしない。
- 右のC末端側にフィブリノーゲン（FG）領域がある。フィブロネクチンIII型モジュール領域とフィブリノーゲン（FG）領域は、インテグリン、プロテオグリカン、アネキシンⅡレセプタータンパク質、ヘパリン、免疫グロブリン系細胞接着分子、フィブロネクチン、コラーゲンなど、たくさんの分子と結合する。

分子量は結合糖鎖によりさまざまである。ヒトのテネイシンＣの単量体は200 kDaから300 kDaである。テネイシンは単量体が6本集合した6量体なので、分子量は、1,200 kDa～1,800 kDaと巨大である。

### テネイシンR
テネイシンRは単量体の分子量160 kDaが2量体になり、180 kDaか3量体になる。
単量体のドメイン構造で説明する。基本構造はテネイシンCと同じである。
- 上皮成長因子（EGF）様繰返し構造が4個半ある。
- フィブロネクチンIII型モジュールが9個あり、6個目が1つだけ選択的スプライシングをする。選択的スプライシングにより、160 kDaと180 kDの2つのアイソフォームができる。アイソフォームの役割との関係は未解決である。

### テネイシンX
テネイシンXは単量体の分子量400 kDaとテネイシンファミリーの中で最大である。
- 上皮成長因子（EGF）様繰返し構造が18個半ある。
- フィブロネクチンIII型モジュールが29個以上ある。

### テネイシンW
テネイシンWは単量体の分子量130kDaか3量体になる。
- 上皮成長因子（EGF）様繰返しが3個半ある。
- フィブロネクチンIII型モジュールが5個ある。

## 機能

### テネイシンC
テネイシンCの培養細胞への作用は、多様な結合分子から推察できるように、かなり複雑である。
初期に、テネイシンは、細胞接着の阻害作用があるとされ、阻害作用の仕組みは、テネイシンが細胞接着分子であるフィブロネクチンに結合することで、フィブロネクチンのシンデカン（syndecan）への結合を阻害するためだと理解されたが、フィブロネクチンが活性化する接着キナーゼやRho仲介の細胞内情報伝達を阻害しているという報告もある。
テネイシンCは、胚発生過程で神経、筋、血管系に出現するが、成体になると通常は、腱関係の組織以外には検出されない。ただ、成体でも癌の組織構築や炎症部位の組織修復で急速に発現する。
ところが、テネイシンCを遺伝的に欠損させたマウス（ノックアウトマウス）は、一見、正常に生育した。

### テネイシンR
テネイシンRは中枢神経系にのみ発現する。発生過程で、テネイシンCと共存する時期もあるが、テネイシンCより遅めに発現する
テネイシンRを遺伝的に欠損させたマウス（ノックアウトマウス）も、一見、正常に生育した。

## 疾患
テネイシンCは、ぜんそく、線維症、神経再生、感染、癌に関係していると言われている。
ヒトのテネイシンX遺伝子の異常は、エーラス・ダンロス症候群を引き起こす。